# Кантарджян, Астхик Исааковна
Астхик (настоящее имя и фамилия — Амперия Исааковна Кантарджян, арм. Աստղիկ (Ամպեր Գանթարճյան); 1852, Константинополь — 18 мая 1884, Константинополь) — армянская актриса и певица (контральто). Выступать начала в 1870 году на сцене театра Акопа Вардовянa (Константинополь), а в 1878—1879 годах выступала в оперетте актрисой и танцовщицей. В 1879—1880 годах Астхик переехала в Закавказье, где на одной сцене с сестрой Сирануш и Петросом Адамяном выступала в Тбилисской армянской драме. В 1881 году вступила в опереточную труппу Бенкляна. В составе труппы Астхик гастролировала в Египте, Греции и на Ближнем Востоке.
Известные партии Астхик: Парис («Прекрасная Елена», Жак Оффенбах), Ланж, Аврора («Дочь мадам Анго», «Жирофле-Жирофля», Шарль Лекок); известные роли: Нерина («Господин де Пурсоньяк», Мольер), Тисба («Лукреция Борджиа» Виктор Гюго), Маргарита Готье («Дама с камелиями», Александр Дюма).